# Ahmad Akbarpour
Ahmad Akbarpour (en persan : احمد اکبرپور) est un écrivain et producteur de télévision iranien né le 31 juillet 1970 à Lamard. Il est considéré comme étant l'un des meilleurs auteurs du genre fantasy de ce pays.

## Biographie
Akbarpour a commencé sa carrière par la poésie ; depuis, son goût pour l’histoire et pour la littérature juvénile, qu'il aborde à partir de 1995 ont fait de lui une des figures du genre en Iran.
Son œuvre a été distinguée plusieurs fois par le Prix Mehregan de la littérature enfantine, meilleur livre de l'année pour la littérature juvénile et enfin une place dans la liste d'honneur de l'IBBY 2006. Le contenu de ses livres pour la jeunesse mêlent le fantastique à une volonté humaniste d'établir des ponts entre les victimes de la guerre en Iran, quelle que soit leur origine. À ce titre, son roman Bonne nuit, commandeur ! est considéré comme sans doute l'un des plus connus de ce courant humaniste en Iran.
En 2023, il est sélectionné pour le prestigieux prix suédois, le Prix commémoratif Astrid-Lindgren.
Il vit actuellement à Chiraz.

## Œuvres
- L'Empereur des mots, (1999), (roman) Prix Mehrégan
- Le Train de cette nuit, (2000), (roman) livre de l'année
- Bonne nuit, commandeur!, (2002), , (roman) Prix UNICEF
- Si j'étais pilote, (2006)
- Le Géant et la Bicyclette, (2010)

## Prix et distinctions
- Liste d'honneur de l'IBBY 2006[2]
- Prix Mehrégan pour L'Empereur des mots
- Prix UNICEF pour Bonne nuit, commandeur!
- 2023 :  Sélection pour le Prix commémoratif Astrid-Lindgren[4]